# Stor-Godträsket
Stor-Godträsket är en sjö i Vindelns kommun i Västerbotten och ingår i Sävaråns huvudavrinningsområde. Sjön har en area på 0,627 kvadratkilometer och ligger 251,3 meter över havet. Sjön avvattnas av vattendraget Sävarån (Lossmenån).

## Delavrinningsområde
Stor-Godträsket ingår i det delavrinningsområde (717167-168528) som SMHI kallar för Utloppet av Stor-Godträsket. Medelhöjden är 272 meter över havet och ytan är 3,68 kvadratkilometer. Räknas de 17 avrinningsområdena uppströms in blir den ackumulerade arean 84,98 kvadratkilometer. Avrinningsområdets utflöde Sävarån (Lossmenån) mynnar i havet. Avrinningsområdet består mestadels av skog (77 procent). Avrinningsområdet har 0,62 kvadratkilometer vattenytor vilket ger det en sjöprocent på 16,9 procent.